# Šprot
Šprot (Sprattus) je rod mořských ryb z čeledi sleďovitých. Rozlišuje se pět druhů.

## Rozšíření
Atlantský oceán, Baltské moře, Středozemní moře, Černé moře, při pobřeží Nového Zélandu a jihovýchodní Austrálie.

## Druhy
- šprot novozélandský – Sprattus antipodum (Hector, 1872)
- šprot fuegský – Sprattus fuegensis (Jenyns, 1842)
- šprot Müllerův – Sprattus muelleri (Klunzinger, 1880)
- šprot portjacksonský – Sprattus novaehollandiae (Valenciennes in Cuvier & Valenciennes, 1847)
- šprot obecný – Sprattus sprattus (Linnaeus, 1758) – nejpočetnější druh